# 布雷戈沃市鎮
44°8′N 22°39′E / 44.133°N 22.650°E

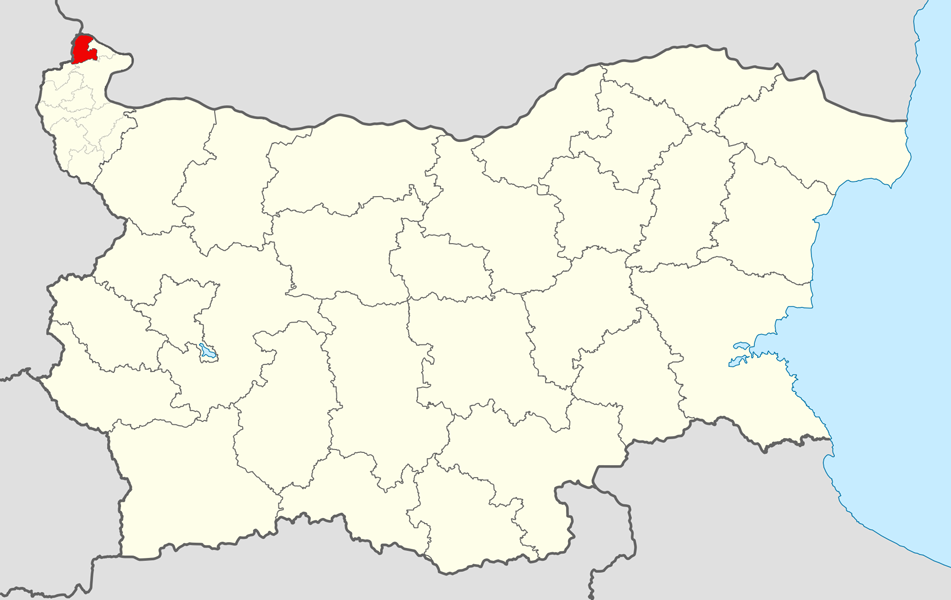

布雷戈沃市，是保加利亞的城鎮，位於該國西北部，由維丁州負責管轄，首府設於布雷戈沃，面積180平方公里，2009年人口6,168，人口密度每平方公里34.27人。